# لانگشاید (زوندرن)
لانگشاید (به آلمانی: Langscheid) یک منطقهٔ مسکونی در آلمان است که در زوندرن واقع شده‌است.
 لانگشاید  ۲٬۸۲۳ نفر جمعیت دارد.